# Teuronjärvi
Teuronjärvi eller Teruonjärvi är en sjö i Finland. Den ligger i kommunen Tavastehus i landskapet Egentliga Tavastland, i den södra delen av landet, 100 km norr om huvudstaden Helsingfors. Teuronjärvi ligger 106,9 meter över havet. Arean är 1,32 kvadratkilometer och strandlinjen är 7,95 kilometer lång. Sjön  ingår i Kumo älvs huvudavrinningsområde.   I omgivningarna runt Teuronjärvi växer i huvudsak blandskog.